# مارتن أومالي

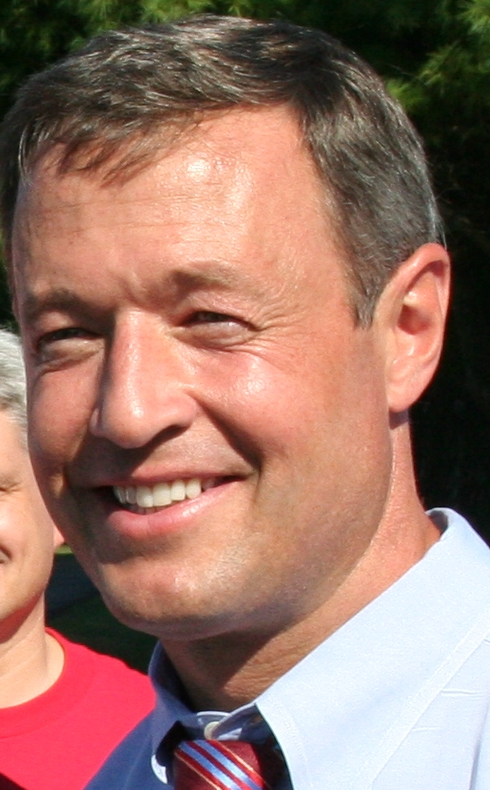
مارتن جوزيف أمالي

مارتن أومالي (بالإنجليزية: Martin O'Malley) هو سياسي أمريكي ينتمي إلى الحزب الديموقراطي وحاكم ولاية ماريلاند الأمريكية منذ كانون الثاني - يناير من سنة 2007 ولد مارتن جوزيف أومالي في 18 كانون الثاني - يناير من سنة 1963 في العاصمة الأمريكية واشنطن وهو كاثوليكي من أصول أيرلندية حصل اومالي على شهادته الجامعية الأولى من الجامعة الكاثوليكية الأمريكية في عام 1985 وشهادة في القانون من جامعة ميريلاند في عام 1988 تزوج اومالي من كاثرين كوران في عام 1990 للزوجين لديهما أربعة أطفال وهم غريس، تارا، ويليام وجاك كان مارت جوزيف أومالي رئيسا لبلدية بالتيمور ما بين الأعوام 1999 إلى عام 2007.

## روابط خارجية
- مارتن أومالي على موقع IMDb (الإنجليزية)
- مارتن أومالي على موقع ميوزك برينز (الإنجليزية)
- مارتن أومالي على موقع إن إن دي بي (الإنجليزية)